# Andreas Gautschi
Andreas Gautschi (* 10. Juli 1956) ist ein Schweizer Forstwissenschaftler. Er ist mit umfangreichen Studien zur preußisch-deutschen Jagd- und Forstgeschichte bekannt geworden und gilt als Spezialist für das Jagdgebiet der Rominter Heide. Gautschi veröffentlichte Untersuchungen zur jagdhistorischen Bedeutung von Hermann Göring und Kaiser Wilhelm II. sowie Biographien über zahlreiche Forstleute, ausserdem über den Jagdschriftsteller Eugen Wyler (2005) sowie den schweizerischen Waldbauprofessor Hans Leibundgut von der ETH Zürich (2022).

## Leben und Wirken
Andreas Gautschi absolvierte ein Studium der Forstwirtschaft an der ETH Zürich, das er 1980 abschloss. Seine Diplomarbeit hatte den Titel Untersuchung über den Einfluss von meteorologischen Faktoren auf die Geweihentwicklung beim Reh (Korreferent Professor Kurt Eiberle). Sodann arbeitete er sechs Jahre als Waldarbeiter, selbstständig erwerbender Forsteinrichter und Verfasser von Waldwegprojekten sowie später als Revierförster in einem deutschen Privatwald und in der Schweiz.
Seit 1991 hat er seinen Wohnsitz in Żytkiejmy (Szittkehmen) am Südostrand der Rominter Heide, deren Jagd- und Forstgeschichte er erforschte. Zusammen mit Burkhard Winsmann-Steins veröffentlichte er 1992 das Buch Rominten gestern und heute, das bis 1999 drei Auflagen erlebte. Im Lauf der Jahre veröffentlichte er 27 weitere forstgeschichtliche Bücher, die größtenteils Forstleute und Angelegenheiten in der Rominter Heide zum Inhalt haben. Sein Ziel ist es, die Forst- und Jagdgeschichte der Rominter Heide in möglichst umfassender Art zu beschreiben, was in der Summe der Bücher den Quellen entsprechend wohl gelungen sein dürfte.

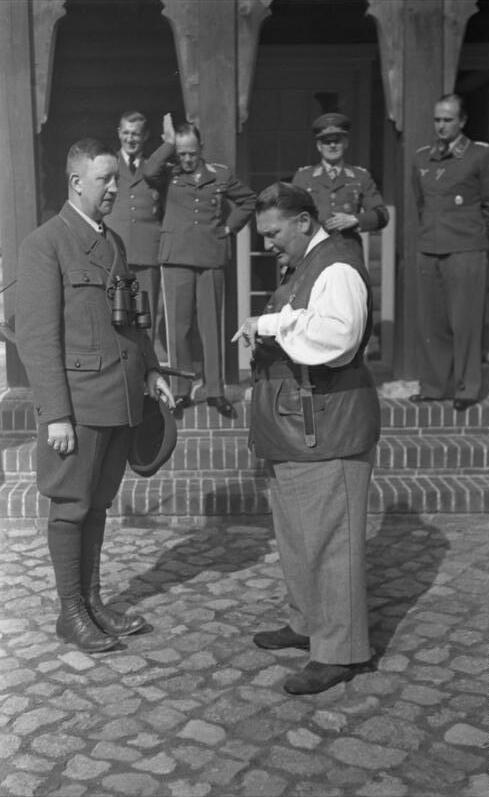
Die Jahre, in denen Hermann Göring in der Rominter Heide jagte, bilden nur einen geringen Teil der reichhaltigen Forst- und Jagdgeschichte dieses altpreußischen Jagdgebiets.

Auf Anregung des Ornithologien Christoph Hinkelmann vom Ostpreußischen Landesmuseum in Lüneburg, der eine Museumsausstellung über die Rominter Heide aufbaute, entschloss sich Gautschi, eine Dissertation über Die Wirkung Hermann Görings auf das deutsche Jagdwesen im Dritten Reich auszuführen. Hand dazu bot Antal Festetics, Direktor des Instituts für Wildbiologie und Jagdkunde der Fakultät für Forstwissenschaften und Waldökologie der Georg-August-Universität Göttingen, wo Gautschi 1997 zum Dr. forest. promoviert wurde. Auf der Grundlage dieser Untersuchung schrieb Gautschi das Buch Der Reichsjägermeister. Fakten und Legenden um Hermann Göring (1999), das mehrere Auflagen erlebte.
Mit Wilhelm II. und das Waidwerk. Jagen und Jagden des letzten Kaisers betrat Gautschi im Jahr 2000 erneut jagdgeschichtliches Neuland und legte die bis dahin erste jagdliche Biographie des letzten deutschen Kaisers vor. Aufsehen erregte auch Walter Frevert. Eines Weidmanns Wechsel und Wege (2004, 3. Auflage 2013), die erste ausführliche Darstellung vom Leben und Wirken dieses in Jägerkreisen bekannten Forstmanns, abseits von dessen eigenen autobiografischen Bestsellern. Gautschi stellte darin nicht nur die Leistungen Freverts und seinen maßgeblichen Einfluss auf die Jagd in Deutschland im 20. Jahrhundert heraus, sondern legte erstmals auch kritisch zu sehende Seiten von dessen Persönlichkeit offen. Dies betraf seine Verstrickung in Kriegsverbrechen während des Zweiten Weltkriegs in der besetzten Bialowieser Heide. Die dortige Situation behandelte er erneut und bis ins Einzelne gehend mit dem Buch "Im Auftrage des Reichsmarschalls". Als Offizier im Spannungsfeld zwischen Ideologie, Gehorsam, Gewissen und Rechtfertigung. Bialowies 1942–1943. 2020 übernahm Gautschi im Auftrag des Kosmosverlages die Neubearbeitung und Neubebilderung von Freverts Buch Rominten und steuerte dazu ein Vor- und ein Nachwort bei.
Im Jahr 2006 legte er zusammen mit Helmut Suter eine Biografie Ferdinand von Raesfelds vor, ebenfalls eine umfangreiche Darstellung von Leben und Werk eines bekannten „Altmeisters des deutschen Weidwerks“.
Auch im Zusammenwirken mit Helmut Suter, der dazu wiederum die meisten Quellen besorgte, verfasste Gautschi gestützt auf eine vier Jahre dauernde Untersuchung eine 700 Seiten umfassende Biographie über das jagdliche Leben des brandenburgischen Kurfürsten Johann Sigismund. Dazu schrieb er ergänzend mit Der Schaufelhirsch von Rominten. Eine Geschichte aus dem Walde 2005 ein kleines belletristisches Werk.
Die Zeit ab 1850 bis in die 1930er Jahre schilderte er sodann in den Biographien über die Oberförster Reiff, Freiherr Speck v. Sternburg, Freiherr v. Nordenflycht, v. Saint Paul und Wallmann. Eine Sonderstellung zwischen Forstwesen und Politik nimmt die 2017 erschienene Biographie über den Reichsinnenminister und späteren Generalforstmeister Walter von Keudell ein, die 1095 Seiten umfasst. Zusammen mit denjenigen über bekannte forstliche Persönlichkeiten der Rominter Heide gelten diese biografischen Bücher mittlerweile als Standardwerke auf ihrem speziellen Gebiet.
Zeitübergreifend mit der Rominter Heide befassen sich die Bücher Durch Wälder und Zeiten, Die Hirsche der Rominter Heide im damaligen Ostpreußen und Rominten 1500 bis 1945 – ein alphabetisches Merkbuch, ausserdem die beiden unter dem Pseudonym "F. v. Fuchsenfels" erschienenen Gedichtbände Wald- und Jagdgedichte aus der Rominter Heide und Jagd- und Wandergedichte aus der Rominter Heide.
Daneben veröffentlicht er gelegentlich Beiträge in jagdlichen Fachzeitschriften. Auch in der Dokumentation Wiedersehen mit der Rominter Heide. Winter in Ostpreußens Zauberwald (2008) von Wolfgang Wegner kommt er zu Wort.

## Ehrungen
Die mit Werner Siemers und Hans Günther Vollmer-Verheyen 2013 herausgegebene umfangreiche Künstlerbiographie und Bildsammlung über den Tiermaler Richard Friese wurde 2015 mit dem Literaturpreis des Conseil International de la Chasse (CIC) ausgezeichnet.
2024 wurde Gautschi in Anerkennung seiner Verdienste um den Erhalt des ostpreußischen Kulturerbes mit dem Kulturpreis der Landsmannschaft Ostpreußen ausgezeichnet.

## Schriften (Auswahl)

### Als Autor
Belletristik
- Der Schaufelhirsch von Rominten. Eine Geschichte aus dem Walde. Verlag J. Neumann-Neudamm, 2005, ISBN 3-7888-1040-8.
- Der Heilige Paul. Aus dem Weidmannsleben des Forstmeisters Fritz von Saint Paul in der Rominter Heide. Edition Nimrod, Verlag J. Neumann-Neudamm, 2012, ISBN 978-3-7888-1447-2.
- Wald- und Jagdgedichte aus der Rominter Heide (unter dem Pseudonym F. v. Fuchsenfels). Edition Nimrod, Verlag J. Neumann-Neudamm, 2017. ISBN 978-3-7888-1911-8.
- Jagd- und Wandergedichte aus der Rominter Heide (unter dem Pseudonym F. v. Fuchsenfels). Edition Nimrod, Verlag J. Neumann-Neudamm, 2018. ISBN 978-3-7888-1931-6.

Sachbücher
- mit Burkhard Winsmann-Steins: Rominten gestern und heute. 3. Auflage. Nimrod-Verlag, 1999, ISBN 3-927848-06-9 (Erstausgabe 1992).
- Durch Wälder und Zeiten. Überlieferungen, Charaktere, Beobachtungen. Nimrod-Verlag, 2001, ISBN 3-927848-34-4.
- Das ungeschriebene Gesetz. Eine Erinnerung an den grünen Mahner Eugen Wyler. Verlag J. Neumann-Neudamm, 2005, ISBN 3-7888-1044-0.
- mit Helmut Suter: Vom Jagen, Trinken und Regieren. Reminiszenzen aus dem Leben des Kurfürsten Johann Sigismund von Brandenburg, nach alten Briefen zitiert. C. A. Starke Verlag, 2005, ISBN 3-7980-0609-1.
- mit Helmut Suter: Ferdinand von Raesfeld. Leben, Wirken und Werk eines Altmeisters des Deutschen Weidwerks. Edition Nimrod, Verlag J. Neumann-Neudamm, 2006, ISBN 3-7888-1096-3.
- Die Hirsche der Rominter Heide im damaligen Ostpreußen. 2., stark veränderte Auflage. von Der Rominter Hirsch. Sein Bild im Wandel des Jahrhunderts 1995. Edition Nimrod, Verlag J. Neumann-Neudamm, 2008, ISBN 978-3-7888-1177-8.
- Wilhelm II. und das Waidwerk. Jagen und Jagden des letzten Deutschen Kaisers. Eine Bilanz. 2., durchgesehene und ergänzte Auflage. Edition Nimrod, Verlag J. Neumann-Neudamm, 2009, ISBN 978-3-7888-0979-9.
- mit Horst Kramer und Jürgen Leiste: Elchjägermeister Hans Kramer – Bilder eines Jägerlebens. Edition Nimrod, Verlag J. Neumann-Neudamm, 2009, ISBN 978-3-7888-1283-6.
- Rominten 1500 bis 1945. Ein alphabetisches Merkbuch. Edition Nimrod, Verlag J. Neumann-Neudamm, 2009, ISBN 978-3-7888-1294-2.
- Der Reichsjägermeister. Fakten und Legenden um Hermann Göring. 5., überarbeitete und ergänzte Auflage. Edition Nimrod, Verlag J. Neumann-Neudamm, 2010, ISBN 978-3-7888-1038-2 (Erstausgabe 1998).
- mit Anne Lüft: Gustav Freiherr von Nordenflycht. Jagdliche und andere Streiflichter aus der Zeit eines Königlich Preußischen Forstmeisters. Edition Nimrod, Verlag J. Neumann-Neudamm, 2011, ISBN 978-3-7888-1396-3.
- Walter Frevert. Eines Weidmanns Wechsel und Wege. 3., neubearbeitete und erweiterte Auflage. mit Original-Tonaufnahmen. Edition Nimrod, Verlag J. Neumann-Neudamm, 2012, ISBN 978-3-7888-1466-3.
- mit Werner Siemers und Hans Günter Vollmer-Verheyen: Richard Friese – sein Leben, seine Kunst. Edition Nimrod, Verlag J. Neumann-Neudamm, 2013, ISBN 978-3-7888-1601-8.
- Joseph Freiherr Speck von Sternburg – ein treuer Diener Kaiser Wilhelms II. Aus den Tagebüchern der Baronin Sternburg, Oberförsterei Rominten. Edition Nimrod, Verlag J. Neumann-Neumann, erscheint 2014, ISBN 978-3-7888-1650-6.
- Walter von Keudell. Das bewegte Leben des Reichsministers und Generalforstmeisters durch vier deutsche Epochen. C. A. Starke Verlag, 2017, ISBN 978-3-7980-0587-7.
- mit Helmut Suter: Carl Reiff. Zum Gedenken an den 150. Todestag des Königlichen Oberförsters zu Nassawen (Rominter Heide). Edition Nimrod, Verlag J. Neumann-Neudamm, 2017, ISBN 978-3-7888-1890-6.
- An der Wende der Zeit. Wie der Forstmeister v. Sternburg in Rominten um sein Amt kam. Edition Nimrod, Verlag J. Neumann-Neudamm, 2018, ISBN 978-3-7888-1949-1.
- Das Schussbuch des Heiligen Pauls. Aus dem Nachlass des Forstmeisters Friedrich v. Saint Paul in Nassawen/Rominter Heide. Edition Nimrod, Verlag J. Neumann-Neudamm, 2019. ISBN 978-3-7888-1956-9.
- "Im Auftrage des Reichsmarschalls". Als Offizier im Spannungsfeld zwischen Ideologie, Gehorsam, Gefahr, Gewissen und Rechtfertigung. Bialowies 1942-1943. Verlagsbuchhandlung Sabat, 2020. ISBN 978-3-943506-91-4.
- "Ihr naht euch wieder, schwankende Gestalten!" Den sechzehn Generationen preussischer Förster in der Rominter Heide zum Gedenken. Verlagsbuchhandlung Sabat, 2021. ISBN 978-3-943506-94-5.
- Der Waldbaumeister. Charakterbildnis des Professors Hans Leibundgut, von einem seiner Schüler verfasst. Verlagsbuchhandlung Sabat, 2022. ISBN 978-3-943506-99-0.
- Aufbruch nach Rominten. Erinnerungen und Bekenntnisse. Verlagsbuchhandlung Sabat, 2023. ISBN 978-3-943506-14-3.
- Hermann von Fürst. Ein Waldlehrer in der Blütezeit forstlicher Fehden. Verlagsbuchhandlung Sabat, 2024. ISBN 978-3-911627-01-6.

### Als Herausgeber
- Kaiserliche Hirschjagd in Rominten. Nach Berichten des Büchsenspanners Joseph Rollfing. Paul Parey Zeitschriftenverlag, 2006, ISBN 3-89715-552-4.
- mit Wolfgang Rothe: Wald-, Jagd- und Kriegserinnerungen ostpreußischer Forstleute 1925–1945. Edition Nimrod, Verlag J. Neumann-Neudamm, 2012, ISBN 978-3-7888-1479-3.
- mit Franz-Josef Kaup, Wilhelm Puchmüller, Wolfgang Rothe: Ferdinand Wallmann. Ein Forstverwaltungsbeamter und Schweisshundführer der alten Zeit, dargestellt anhand seines Nachlasses. Edition Nimrod, Verlag J. Neumann-Neudamm, 2019, ISBN 978-3-7888-1976-7.
- Zum ersten Mal in Rominten. Wahrnehmungen und Erlebnisse. Verlagsbuchhandlung Sabat, 2023. ISBN 978-3-943506-13-6.
- mit Helmut Suter: Der Untergang der Romintenschen Jagdbude. Verlagsbuchhandlung Sabat, 2025. ISBN 978-3-911627-02-3.